# Релоциус, Клаас
Клаас-Хендрик Релоциус (нем. Claas-Hendrik Relotius; род. 15 ноября 1985, Гамбург) — немецкий журналист, работавший в Der Spiegel, лауреат премии CNN «Журналист года» (2014), премии Европейской прессы (2017), премии Немецкий репортёр (2013, 2015, 2016, 2018), который массово лгал в своих репортажах.

## Биография
Клаас Релоциус родился 15 ноября 1985 года в городе Гамбурге (Германия).
В качестве внештатного репортёра Клаас Релоциус писал для ряда изданий на немецком языке, таких как Cicero, Frankfurter Allgemeine Sonntagszeitung, NZZ am Sonntag, Financial Times Deutschland, taz, Die Welt, SZ-Magazin, Die Weltwoche, Zeit Online и Reportagen.
С 2017 года он был штатным журналистом Der Spiegel, где опубликовал около 60 статей. За свои подробные и красочные репортажи Клаас Релоциус получил много наград, среди которых премия CNN «Журналист года» (2014), премия Европейской прессы (2017), премии Немецкий репортёр (2013, 2015, 2016, 2018). В 2018 году ему также присудили награду Relotius Reporterpreis за «Лучший репортаж» начала декабря в Берлине.

## Разоблачение фальсификаций в статьях Релоциуса
В декабре 2018 года Der Spiegel послал Клааса Релоциуса в командировку в США, чтобы писать об отношении американцев к мексиканским иммигрантам, и ему дали помощника Хуана Морено, который и разоблачил враньё. Хуану Морено сразу не понравился стиль работы Релоциуса, о чём он дал знать в редакцию, но его проигнорировали.
Во время своего исследования Хуан Морено решил встретился с теми, кого цитировал Клаас Релоциус. После встреч оказалось, что они все никогда с Клаасом Релоциусом не разговаривали. Более того, плакат с надписью «Мексиканцам вход запрещён», о котором писал Релоциус, что якобы его видел в Миннесоте, тоже был враньём.
Редакция Der Spiegel вначале не хотела разоблачать и поддерживала Клааса, считая, что Хуан Морено клеветал на него, но под растущими доказательствами обмана Релоциуса была вынуждена признать факты обмана. 19 декабря 2018 года газета Der Spiegel обнародовала, что Клаас Релоциус признал, что «сфальсифицировал свои статьи в большом масштабе», изобрёл факты, людей и цитаты по крайней мере в 14 своих историях в Der Spiegel. К журналу Der Spiegel по поводу фальсификации ранее уже обращались два жителя Фергус-Фолса — Мишель Андерсон и Джейк Крон.